# Love Love Love (canción de Lenny Kravitz)
«Love Love Love» es un sencillo del artista estadounidense Lenny Kravitz. La canción fue lanzada en 2008 y forma parte del álbum It Is Time for a Love Revolution.
La canción fue escrita y producida por Kravitz y trata sobre «el poder del amor como fuerza unificadora en el mundo». Expone al amor como la esperanza para contrarrestar problemas como el odio y la discriminación.
En el vídeo aparecen personas bailando y se caracteriza además por la presentación de «figuras circulares como eje visual», una temática que ya había empleado en otros trabajos como Are You Gonna Go My Way.

## Posicionamiento
| Lista             | Posición |
| ----------------- | -------- |
| Dutch Mega Top 50 | 25       |
| Alemania          | 92       |